# Nanshiungosauridae
Nanshiungosauridae es una familia inactiva representada por una única especie de dinosaurio terópodo tericinosauriano, el nanchiungosaurio. La familia fue propuesta en 1997 por Dong y Yu, la cual nunca ha sido definida, considerándose monotípica y redundante.
- Datos: Q2880761